# Ebersberg
Ebersberg es una ciudad de Baviera, Alemania, capital del distrito Ebersberg. Tenía una población de 10 946 habitantes en 2002.